# Cogealac
Cogealac est une commune du județ de Constanța en Roumanie.